# Élections municipales de 1989 à Saint-Étienne
Les élections municipales à Saint-Étienne ont eu lieu les 12 et 19 mars 1989.
- Premier tour :

|                                   | Liste     | Nombre de voix | Résultats |
| Christian Brodhag                 | ECO       | 4 936          | 6,96 %    |
| Joseph Sanguedolce, ancien maire  | PCF       | 14 354         | 20,23 %   |
| Bruno Vennin                      | PS        | 13 310         | 18,76 %   |
| Zahia Bencharif                   | SE        | 807            | 1,14 %    |
| François Dubanchet, maire sortant | UDF - RPR | 30 374         | 42,82 %   |
| Guy Desper                        | FN        | 7 158          | 10,09 %   |